# Piotr Dunin Borkowski (1890–1949)
Piotr Paweł Maria Józef Ignacy Jerzy Dunin Borkowski (ur. 26 czerwca 1890 we Lwowie, zm. 19 maja 1949 w Rzymie) – hrabia, polski polityk konserwatywny, działacz państwowy, pisarz polityczny, wojewoda lwowski i poznański. 

## Życiorys
Syn heraldyka, działacza społecznego, polityka, ziemianina hr. Jerzego Sewera Dunina Borkowskiego i Elżbiety hr. Łoś herbu Dąbrowa (1864–1929). W 1909 jako prywatysta ukończył C.K. IV Gimnazjum we Lwowie. W latach 1909–1914 studiował historię i prawo na Uniwersytecie Lwowskim i Uniwersytecie Wiedeńskim. Prawdopodobnie pracował w dyplomacji austro-węgierskiej. W 1920 wstąpił do Wojska Polskiego, został przez Stanisława Vincenza zaangażowany do redagowania pisma Dziennik VI Armii. Należał do grupy konserwatystów lwowskich, którzy w II połowie lat 20. poparli politykę Józefa Piłsudskiego. Był prezesem lwowskiego oddziału Związku Ziemiańskiego, a w styczniu 1927 stanął na czele Klubu Zachowawczej Pracy Państwowej we Lwowie. Działał także w ramach tzw. Lwowskiej Grupy Konserwatystów. Od 29 lipca 1927 do 30 kwietnia 1928 był wojewodą lwowskim. W czasie urzędowania poszukiwał porozumienia z działaczami ukraińskimi. W maju 1928 został mianowany wojewodą poznańskim. Został z tej funkcji odwołany we wrześniu 1929.
Już od lat 20. był czynnym publicystą, m.in. na łamach redagowanej przez Adama Skwarczyńskiego, Stanisława Vincenza i Wilama Horzycę Drogi (1925–1932), następnie Państwa Pracy (1933–1934). W latach 30. związał się ze środowiskiem Buntu Młodych i Polityki – pism redagowanych przez Jerzego Giedroycia. Był zwolennikiem współpracy polsko-ukraińskiej wobec wspólnego zagrożenia ze strony ZSRR. Na przełomie 1932 i 1933 uczestniczył w powołaniu pisma Biuletyn Polsko-Ukraiński. Był także formalnym wydawcą pisma Problemy redagowanego przez Ksawerego Pruszyńskiego i Adolfa Bocheńskiego w latach 1934–1935. Zajmował się problematyką ustrojową i narodowościową (szczególnie ukraińską), głosił potrzebę reformy administracyjnej. Ogłosił drukiem broszury Zagadnienie zmiany podziału administracyjnego (1930) i Tendencje ustrojowe w Polsce (1931).
Podczas wojny  ukrywał się w majątku we wsi Wójcza. Uczestniczył w rozmowach prowadzonych we Lwowie pomiędzy Delegaturą Rządu na Kraj i Armią Krajową a podziemiem ukraińskim (UHWR) w sprawie wzajemnego zawieszenia broni i warunków współpracy politycznej. We wrześniu 1944 zamieszkał w Lublinie, a po zakończeniu II wojny światowej w Krakowie, gdzie pracował w Instytucie Badawczo-Leśnym. W 1946 wyjechał do Rzymu, gdzie od 1947 pełnił funkcję konsula generalnego z ramienia rządu warszawskiego. W maju 1949 został odwołany.
Od 6 czerwca 1918 był mężem Marii hr. Gołuchowskiej h. Leliwa (1895–1966), z którą miał dzieci: Piotra Marię (ur. 1919), Marię Biankę (ur. 1920), Józefę Marię (1921–1986), Annę Marię (ur. 1923), Jerzego Marię (ur. 1924) i Stanisława Marię (1931–2006).
Zmarł na atak serca tego samego dnia, w którym podpisał protokół zdający konsulat. Został pochowany w Rzymie.

## Ordery i odznaczenia
- Krzyż Komandorski Orderu Odrodzenia Polski (10 listopad 1928)[7]